# Sagrari

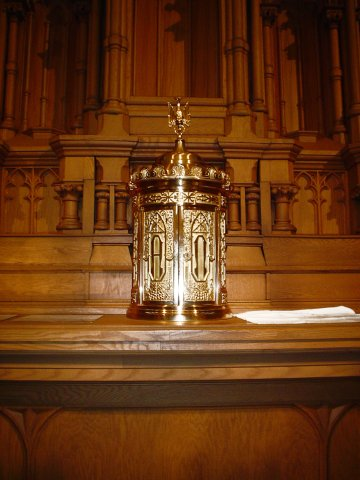
Sagrari

En la religió catòlica el sagrari o tabernacle és el lloc de l'església on es guarda l'eucaristia o Santíssim Sagrament, constituint l'anomenada "reserva eucarística".
El sagrari o tabernacle s'afegeix amb freqüència al retaule i pot tenir-se com a part integrant d'aquest des del segle XV en què es troba generalitzada aquesta pràctica. Anteriorment les seves ubicacions podien ser molt variades: a l'era de les persecucions es guardava el sagrament en llenços o en capses que portaven a les seves cases els fidels. A l'època constantiniana i als segles posteriors immediats, se suspenia en una capsa sobre l'altar i penjant del baldaquí. Sovint aquesta capsa tenia forma de colom i s'anomenava "columba eucarística".
Més endavant, quan es van establir els retaules fixos, es posava en un sagrari al peu del retaule. El desenvolupament del culte eucarístic va comportar un augment creixent de les dimensions i la visibilitat dels sagraris. Alguns retaules barrocs van incorporar una fornícula anomenada manifestador per a realçar l'exposició als fidels del Santíssim Sagrament. Es pot trobar, per exemple, als retaules de Santa Maria d'Arenys de Mar i de Santa Maria de Cadaqués, ambdós obra de Pau Costa. També es troba al Retaule barroc del Miracle.
Sobretot a partir del Concili de Trento, a les esglésies dotades de diverses capelles, es va estendre el costum de destinar-ne una per al sagrari i el culte a l'eucaristia. És l'anomenada Capella del Santíssim o, popularment, capella fonda.
La capella del Santíssim de la Catedral de Tarragona va ser destinada i decorada amb aquesta finalitat a la fi del segle xvi.
Algunes capelles del Santíssim han estat objecte de notables intervencions per part d'artistes contemporanis com la de Josep Maria Subirachs al monestir de Montserrat o la de Miquel Barceló a la catedral de Mallorca.